# David Sturtevant Ruder
David Sturtevant Ruder (* 25. Mai 1929 in Wausau, Wisconsin; † 15. Februar 2020) war ein US-amerikanischer Rechtsanwalt, Politiker der Republikanischen Partei und Hochschullehrer, der zwischen 1987 und 1989 Vorsitzender der US-Börsenaufsichtsbehörde SEC (Securities and Exchange Commission) war.

## Leben
Ruder absolvierte nach dem Schulbesuch zunächst ein grundständiges Studium am Williams College, das er 1951 mit einem Bachelor of Arts (B.A.) cum laude abschloss. Ein darauf folgendes postgraduales Studium der Rechtswissenschaften an der Law School der University of Wisconsin–Madison beendete er 1957 mit einem Juris Doctor (J.D.). Danach begann er seine berufliche Laufbahn zwischen 1957 und 1961 als Rechtsanwalt in der in Milwaukee ansässigen Anwaltskanzlei Quarles & Brady.
1965 nahm Ruder den Ruf auf eine Professur für Rechtswissenschaften an der Law School der Northwestern University an und lehrte dort fast 30 Jahre lang bis 1994. Er galt als führender Rechtswissenschaftler im Wirtschafts- und Wertpapierrecht. Daneben war er zwischen 1971 und 1976 als Rechtsanwalt für Schiff Hardin & Waite tätig, eine in Chicago ansässige Kanzlei mit 350 Rechtsanwälten. Im Anschluss fungierte er von 1977 bis 1985 als Dekan der juristischen Fakultät der Northwestern University.
Am 7. August 1987 wurde Ruder von Präsident Ronald Reagan als Nachfolger von John S. R. Shad zum Vorsitzenden der Securities and Exchange Commission SEC ernannt, der Bankenaufsichtsbehörde der USA. Diese Funktion bekleidete er bis zum 30. September 1989 und wurde danach durch Richard C. Breeden abgelöst.
Nach seinem Ausscheiden aus diesem Regierungsamt war Ruder von 1990 bis 1994 Mitglied des Aufsichtsrates der elektronischen Börse NASDAQ (National Association of Securities Dealers Automated Quotations) sowie zugleich zwischen 1990 und 1999 Partner und Leitender Berater der in Chicago ansässigen Anwaltskanzlei Baker & McKenzie.
Von 2002 bis 2010 war Ruder Vorsitzender der Investorenvereinigung Mutual Fund Directors Forum, der Nachfolgeorganisation des 1999 gegründeten Mutual Fund Directors Education Council, sowie zugleich ab 2004 auch Mitglied des Beirates des Public Company Accounting Oversight Board (PCAOB), einer Organisation zur Kontrolle der Ausgaben öffentlicher Unternehmen.